# 20522 Йогешвар
20522 Йогешвар (20522 Yogeshwar) — астероїд головного поясу, відкритий 13 вересня 1999 року.
Тіссеранів параметр щодо Юпітера — 3,477.
Назва на честь Рангу Йогешвар (нар. 1959) - фізик, науковий журналіст, працює редактором і ведучим німецьких програм суспільного телебачення з науки. Його робота є цінним внеском у наукову просвіту телевізійної аудиторії.